# Eugryllacris viridescens
Eugryllacris viridescens är en insektsart som först beskrevs av Walker, F. 1870.  Eugryllacris viridescens ingår i släktet Eugryllacris och familjen Gryllacrididae. Inga underarter finns listade i Catalogue of Life.